# اسینی له پتیت
اسینی له پتیت (به فرانسوی: Essigny-le-Petit) یک کمون (فرانسه) در فرانسه است که در ان (ا-دو-فرانس) واقع شده‌است. اسینی له پتیت ۴٫۵۳ کیلومتر مربع مساحت دارد ۸۹ متر بالاتر از سطح دریا واقع شده‌است.